# 冰火死對頭
〈冰火死對頭〉（英語：Frost & Fire）是《探險活寶》第五季的第30集。在卡通頻道2013年8月5日播出。本集以阿寶和老皮為主角。在這一集裡，阿寶有愉快的夢，當中火焰公主與冰霸王互鬥，但他醒來之前，他可以做到。然後，他決定演一場在現實中兩人之間的戰鬥，看他能完成所做夢一樣。然而，在戰鬥中火焰公主破壞冰王國，後來發現是阿寶背後立下戰鬥。她有被騙的感覺，並與他分手。